# Ifandu
L’île Ifandu est une île fluviale située sur le fleuve Congo. Elle est située dans la province de Tshopo,  près de Mombongo. L’île mesure près de 34 km en longueur.

### Pages connexes
- Fleuve Congo